# Interne consistentie van de Bijbel

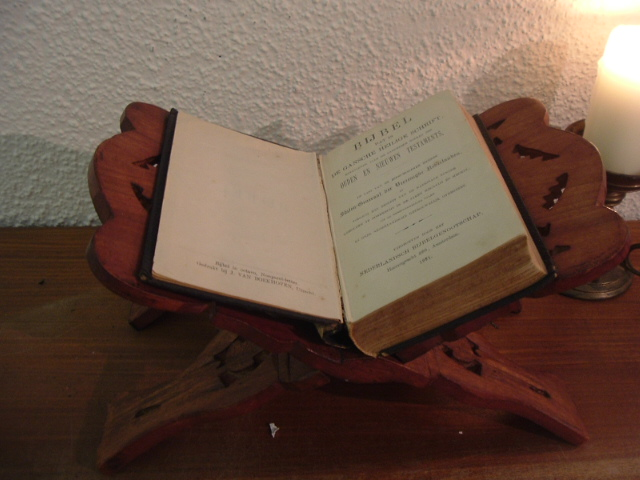
Statenvertaling uit 1921

De interne consistentie van de Bijbel en de tekstuele integriteit van de Bijbel zijn al eeuwenlang onderwerp van discussie. Klassieke teksten hierover vanuit seculier perspectief zijn onder andere Tractatus theologico-politicus van Baruch Spinoza, de Dictionnaire philosophique van Voltaire, de Encyclopédie van Denis Diderot en The Age of Reason by Thomas Paine.
Er wordt naar interne tegenstrijdigheden verwezen in discussies over de betrouwbaarheid van de Bijbel op het gebied van geschiedenis, theologie en ethiek. Een terugkerende gedachtegang in het jodendom en christendom is dat God geen openbaringen kan geven met onjuistheden en fouten.
De interne consistentie en de interne contradicties in en tussen Bijbelboeken zijn ook van belang voor het achterhalen van het ontstaan van de teksten.

## Jodendom
De Hebreeuwse Bijbel (Tenach, Oude Testament) wordt traditioneel onderverdeeld in de Thora, de Profeten (Nevie'iem) en de Geschriften (Ketoeviem). De Thora omvat de eerste vijf boeken en wordt door sommige Joden beschouwd als de letterlijke woorden die God dicteerde aan Mozes. De boeken van de Profeten zijn volgens hen geschreven door profeten die de woorden van God hebben gehoord. De Geschriften, zoals Psalmen, Klaagliederen en Kronieken, worden niet beschouwd als directe boodschappen van God. Echter volgens de Encyclopaedia Judaica komen de boeken van de Hebreeuwse Bijbel als geheel overeen met Gods woord.
Sommige theologische beweringen uit de Hebreeuwse Bijbel zijn tegenstrijdig met elkaar. Verschillende moderne Joodse theologen erkennen dat de Tenach interne contradicties bevat, vaak beschouwd als resultaat aan het proces waarin ze zijn geschreven en in de fase daarna verschillende teksten van verschillende auteurs zijn samengevoegd. Hierdoor ontstonden ook herhalingen in de tekst. De reconstructie van dit ontstaansproces heet de documentaire hypothese.

## Christendom
Sommige christenen lezen de Bijbel met de aanname dat wat er in staat correct is en dat er zich geen interne tegenstrijdigheden in bevinden. Andere christelijke schrijvers erkennen dat er interne inconsistenties zijn. Volgens pastoor Francis Watson gaan de tegenstrijdigheden niet alleen om triviale zaken, maar hebben ook betrekking tot belangrijke stellingen van het christendom.
Twee christelijke visies op Bijbelse consistentie zijn enerzijds Bijbelse foutloosheid in alles en anderzijds Bijbelse onfeilbaarheid met betrekking tot verlossing en het eeuwige leven alleen. Verschillende groepen christenen beschouwen de Bijbel als onfeilbaar op het gebied van verlossing, maar niet per se bij het beschrijven van gebeurtenissen. Deze visie wordt ondersteund door het geschrift Dei verbum, een belangrijk document van de Tweede Vaticaanse Concilie, hoewel niet alle katholieken het hier mee eens waren. Dit betekent dat op het gebied van verlossing door God de Bijbel helemaal correct is, maar dat beweringen op het gebied van geschiedenis, politiek, biologie of paleontologie niet altijd kloppen. Andere christenen vinden dat God de auteur van de Bijbel is en dat de Bijbel daarom geen fouten kan bezitten. Justinus de Martelaar uit de tweede eeuw na Christus verklaarde dat de Griekse vertaling van de Hebreeuwse Bijbel compleet vrij was van fouten.
Bepaalde christelijke schrijvers probeerden de vier evangeliën te harmoniseren. Tatianus maakte in de tweede eeuw na Christus een evangelietekst genaamd Diatessaron waarin alle vier evangeliën samengevoegd zijn tot een verhaal. Deze evangeliesamenvoeging verwijderde alle tegenstrijdigheden die bestonden tussen de vier evangeliën. De Duitse theoloog Andreas Osiander maakte in Harmonia evangelica uit 1537 een aantal suggesties om de evangeliën te harmoniseren. Zoals dat Jezus tweemaal is gekroond met een doornenkroon en dat Jezus driemaal de geldwisselaars had weggejaagd bij de Tempel van Jeruzalem.

## Andere standpunten
Sommige critici van het Jodendom en christendom hebben beweerd dat inconsistenties de waarde van de Bijbel ondermijnen. Bijvoorbeeld de islamitische criticus Rashad Abdul Mahaimin vindt dat de interne contradicties een reden moet zijn voor christenen om de betrouwbaarheid van hun informatiebron over God te betwijfelen.
Klassieke kritische teksten die interne contradicties in de Bijbel behandelen zijn The Age of Reason van Thomas Paine, de Tractatus theologico-politicus van Baruch Spinoza, de Encyclopédie van Denis Diderot en de Dictionnaire philosophique van Voltaire. In 1860 publiceerde William Henry Burr een lijst met 144 interne contradicties in de Bijbel. De deïst Joseph Barker noemde in 1854 de Bijbel het meest inconsistente en godslasterlijke representatie van God en beweerde dat het boek zichzelf tegensprak en daarom geen autoriteit kan bezitten qua waarheidsgehalte over God.
Verschillende atheïsten – onder andere Charles Bradlaugh en Richard Dawkins – zien de contradicties als een bewijs dat de Bijbel niet afkomstig is van een alwetende God. Dit is een van de redenen dat ze de Bijbel niet zien als een bewijsstuk voor het bestaan van God.

## Vaststelling van de christelijke canon

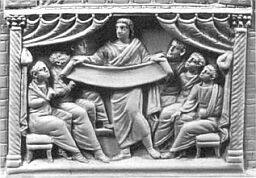
Reliëf waarop Marcion predikt

De vorming van de christelijke Bijbel is het resultaat van een eeuwenlang historisch proces. De noodzaak voor een vastgestelde canon van de Bijbel ontstond in de 2e eeuw n.Chr. In die periode verwierp het Marcionisme de Joodse religieuze geschriften en grote delen van het Nieuwe Testament. Marcion van Sinope schreef de Antithesis, met daarin een opsomming van de verschillende contradicties tussen de Hebreeuwse Bijbel (Oude Testament) en het Nieuwe Testament. Volgens Marcion konden beiden niet met elkaar worden verenigd. Mozes pleitte voor "Oog om oog, tand om tand", terwijl Jezus dit principe verwierp. Marcion wees naar Jesaja 45:7 waar stond dat God vrede en onheil brengt, wat in tegenspraak was met de stelling van Jezus dat men een boom herkent aan haar vruchten, dat wil zeggen: een goede boom kan geen slecht fruit voortbrengen. Daarnaast wees Marcion naar ethische regels in het Oude Testament die tegenstrijdig waren met het Nieuwe Testament. In het Oude Testament was echtscheiding toegestaan net zoals polygamie, maar in de evangeliën niet. Ook binnen de Hebreeuwse Bijbel (het Oude Testament) vond Marcion tegenstrijdigheden. Marcion wees er op dat volgens de Hebreeuwse Bijbel God verboden had om te werken op de Sjabbat, maar God gaf tegelijkertijd de opdracht om op Sjabbat met de Ark van het Verbond zevenmaal rond Jericho te lopen. Geen enkel beeld of afbeelding mag gemaakt worden volgens het tweede gebod, maar Mozes maakte zelf een bronzen beeld van een slang (de Nehushtan). Wegens de contradicties verwierp Marcion helemaal wat tegenwoordig het Oude Testament wordt genoemd. Marcion schreef het Evangelie volgens Marcion en aanvaardde bepaalde brieven van Paulus. Als tegenreactie op het Marcionisme werd er gepleit voor de vaststelling van de canon van de Bijbel.
In tegenstelling tot Marcion bestond er binnen het christendom ook het standpunt dat Jezus de brenger was van een nieuw verbond tussen God en de gelovigen, zodat het oude verbond en de wet van Mozes niet meer van toepassing zijn. Hierbij blijft dus het goddelijke auteurschap van het Oude Testament gewaarborgd, terwijl grotendeels de regels uit het Oude Testament teniet worden gedaan. Dit idee komt in het Nieuwe Testament voor in verschillende Bijbelverzen (Hebreeën 8:13, Hebreeën 10:15-18, Galaten 3:23-26, 2 Korintiërs 3:7-17, Efeziërs 2:15 en Romeinen 7:6). Volgens een Joodse perspectief is de Thora echter aan het Joodse volk gegeven als een eeuwig verbond, zoals beschreven in Exodus 12:14-17 en 31:16-17, dat nooit vervangen of aangevuld zou worden volgens Deuteronomium 4:2 en 13:1.
Aan het einde van de 4de eeuw was de leiding van het westerse christendom unaniem over de canon van het Nieuwe Testament. In de vijfde eeuw na Christus aanvaardde het overgrote deel van de oosterse kerken de Openbaring van Johannes en zij hadden toen dezelfde canon van het Nieuwe Testament als de westerse kerken.
Het Nieuwe Testament is overgeleverd in drie grote tradities van handschriften, namelijk de Alexandrijnse tekst, de Westerse tekst en de Byzantijnse tekst. Veel verschillen zijn niet zo belangrijk, zoals verschillen in spelling en grammatica. Bij een aantal onderwerpen verschillen de oude handschriften met nieuwere handschriften en kan worden herleid dat er sprake is van latere toevoegingen. Bijvoorbeeld een extra deel bij Marcus 16 over de derde verschijning van Jezus na zijn wederopstanding, het verhaal over Jezus en de op overspel betrapte vrouw in Johannes 7:53-8:11 en de expliciete verwijzing naar de Drie-eenheid in 1 Johannes 5:7-8, die bekend staat als de Comma Johanneum.

## Voorbeelden van tegenstrijdigheden
Dit deel beschrijft een klein aantal voorbeelden van tegenstrijdigheden tussen verschillende Bijbelboeken of in sommige gevallen binnen hetzelfde Bijbelboek. Bij deze opsomming wordt geen volledigheid betracht.

### Oude Testament
In Genesis staan twee verschillende scheppingsverhalen. Een is beschreven in Genesis 1:1 tot 2:4 en een ander verhaal in Genesis 2:5-25. In Genesis 1 worden planten, landdieren en vogels geschapen voordat de mens werd geschapen, terwijl in Genesis 2 eerst Adam en pas daarna de planten, landdieren en vogels werden geschapen door God. In Genesis 1 werden Adam en Eva tegelijkertijd geschapen, net zoals bij de dieren. In Genesis 2 wordt eerst Adam geschapen, waarna God pas besloot Eva te scheppen nadat Adam zich alleen voelde.
Volgens 1 Samuël 16:21-23 werd David de wapenknecht van Saul, omdat Saul enthousiast was over de muzikale talenten van David. Later in 1 Samuël 17:55-58 staat dat Saul bij een veldslag tegen de Filistijnen aan zijn kapitein Abner vroeg wie David was. Volgens 1 Samuël 17:50 werd Goliat in een tweegevecht gedood door David, terwijl in 2 Samuël 21:19 wordt beweerd dat Elchanan diegene was die Goliat doodde. Ook zijn er drie verschillende verhalen over de dood van Saul. Volgens 1 Samuël 31:4-6 had Saul zelfmoord gepleegd door zich te laten vallen op zijn zwaard. Volgens 2 Samuël 1:2-10 werd hij echter op eigen verzoek gedood door een Amalekiet. Volgens 1 Kronieken 10:13-14 werd Saul gedood door God.
In 2 Samuël 24 geeft God aan David het bevel om een volkstelling te houden. Toen David dat deed, werd God boos op hem omdat het verboden was om een volkstelling te houden, terwijl God diegene was die aan David de opdracht had gegeven voor de volkstelling. David mocht toen kiezen tussen drie straffen, namelijk zeven jaar hongersnood, drie maanden vluchten voor zijn vijanden of drie dagen een pestepidemie. David koos voor de pestepidemie, waarbij uiteindelijk 70.000 mensen omkwamen door de pest. Echter, in 1 Kronieken 21 gaf niet God, maar Satan aan David de opdracht voor de volkstelling. Om deze reden strafte God het volk van David door het vermoorden van 70.000 mensen. Beide verhalen zijn tegenstrijdig met 1 Koningen 15:5, waarin staat dat David slechts eenmaal een zonde had begaan, namelijk het trouwen met Batseba, waarbij de zonde van het houden van een volkstelling niet genoemd wordt. Volgens 2 Samuël 24:9 werd bij de volkstelling in Israël 800.000 mannen geteld die wapens konden hanteren en in Juda 500.000, terwijl volgens 1 Kronieken 21:5 er 1.100.000 Israëlieten en 470.000 Judeërs werden geteld bij de volkstelling die wapens konden hanteren. Toen koning Salomo een volkstelling hield – beschreven in 2 Kronieken 2:17 – onder de vreemdelingen in Israël kwam er geen straf van God.
Spinoza wees er op dat volgens 1 Koningen 6:1 Salomo begon  met de bouw van de Tempel van Jeruzalem in de 480ste jaar na de uittocht uit het Oude Egypte, maar dat wijkt af van de optelling van de jaren genoemd in de Bijbel. Als men de jaren genoemd in Numeri, Jozua, Richteren, 1 Samuël, 2 Samuël en 1 Koningen tussen de uittocht en begin bouw bij elkaar optelt, komt men uit op 580 jaar. Hierbij is de tijd tussen Jozua en Kusan-Risataïm, de heerschappij van Saul en de tijd dat Samuël de richter was niet meegeteld, omdat de duur van deze perioden niet zijn genoemd. Spinoza wees er ook op dat er ook verschillende tegenstrijdigheden bestaan tussen de kronieken van Israël en Juda.
In Exodus 20:5 en Deuteronomium 5:9 staat dat God misdaden van mensen zal vergelden op hun nakomelingen tot de derde of vierde generatie. Andere verzen zeggen ook dat nakomelingen gestraft zullen worden voor een daad van een voorvader (Exodus 34:7, Numeri 14:18, Deuteronomium 23:2, 2 Samuël 12:14, 2 Koningen 5:27 en Jesaja 14:21). In andere verzen zegt God dat hij nooit kinderen straft voor de daden van hun vaders of voorouders (Jeremia 31:29-30 en Ezechiël 18:19-20). Volgens andere passages mogen kinderen niet gestraft worden voor de misdaden van hun vader en mogen mensen slechts gestraft worden voor hun eigen misdaden (Deuteronomium 24:16, 2 Koningen 14:6 en 2 Kronieken 25:4).
In Exodus 23:7 verbiedt God doodslag, maar in andere verzen geeft God opdrachten voor de totale vernietiging van hele volkeren, inclusief zuigelingen, kinderen en vrouwen. In verschillende boeken van de Bijbel geeft God opdrachten op detaillistische wijze over hoe men moet offeren (Genesis 15:9, Exodus 20:24, Exodus 29:10-42, Leviticus 1 tot en met 7 en Numeri 28 tot en met 29), terwijl God in Jeremia 7:21-22 beweert dat hij nooit heeft gevraagd voor offers.

### Nieuwe Testament
In Matteüs 1:1-17 en in Lucas 3:23-38 is geprobeerd om de genealogie van Jezus te beschrijven, maar de namen en het aantal generaties verschillen. De genealogie van Jezus wordt in het Evangelie van Matteüs getraceerd via koning Salomo, de zoon van koning David. Volgens het Evangelie van Lucas liep de bloedlijn via Nathan, de zoon van koning David. Ook geven beide Bijbelboeken twee verschillende namen voor de vader van Jozef. Volgens Matteüs waren er 28 generaties tussen David en Jezus, maar volgens Lucas waren er 43 generaties. In 1 Kronieken 3:19 staat een genealogie, waarbij er andere namen genoemd worden voor de zonen van Zorobabel dan die van Matteüs en Lucas, terwijl Lucas en Matteüs elkaar tegenspreken qua naam van het kind van Zorobabel waardoor de stamboom van Jezus loopt. Daarnaast is het vreemd dat beiden de genealogie van Jezus laat lopen via Jozef wegens het gangbare christelijke denkbeeld dat Jezus is geboren uit een maagdelijke geboorte bij Maria.
De geboorte van Jezus wordt in twee evangeliën besproken, namelijk Lucas en Matteüs. In Lucas 2 wordt Jezus geplaatst in een kribbe in een stal wegens gebrek aan plek in de herbergen van Bethlehem. In Matteüs 2:11 wordt beschreven dat de drie wijzen uit het oosten kwamen naar een huis in Bethlehem waar kindje Jezus lag. Volgens Matteüs 2:14 gingen Jozef, Maria en Jezus gelijk na de geboorte van Jezus in Bethlehem naar Egypte om de kindermoord door Herodes te ontvluchten. Daar bleven zij tot de dood van Herodes. Volgens Lucas 2:39 gingen zij gelijk na de geboorte van Jezus en de daarbij behorende riten naar Nazareth en wordt niets vermeld over een grootschalige kindermoord.
Over de activiteiten van Jezus na zijn kinderjaren bestaan contradicties. Volgens Matteüs 4:1-11 en Marcus 1:12-13 ging Jezus direct na zijn doop naar de woestijn en verbleef daar veertig dagen, terwijl Johannes 2:1-11 beweert dat Jezus twee dagen na zijn doop bij de bruiloft in Kana was. Ook verschillen de evangeliën bijvoorbeeld over de bekering van Petrus, verhoor door Pontius Pilatus, de kruisiging en de vinding van de lege tombe van Jezus.
Over de dood van Judas Iskariot bestaan twee tegenstrijdige verhalen. Volgens Matteüs 27:3-10 kreeg Judas spijt en gooide de dertig zilverstukken op de tempelvloer bij de hogepriesters. Daarna pleegde Judas zelfmoord door zich te verhangen aan een boom. In de Handelingen van de Apostelen 1:15-21 staat een ander verhaal, namelijk dat Judas het geld hield en daarmee een stuk land kocht. Daar viel hij, waarbij zijn buik open spleet en al zijn ingewanden eruit vielen. Onderwijskundige en bijbelonderzoeker dr. Peter van 't Riet (1948) gaat bij zijn analyse van deze tegenstrijdigheid uit van de Joodse midrasj-wijze van het schrijven of vertellen van gebeurtenissen.
In het Nieuwe Testament wordt in verschillende verzen beweerd dat rechtvaardige handelingen zorgen voor toekenning van het hiernamaals en niet het geloof, terwijl andere passages juist beweren dat men alleen door geloof in Jezus genade kan krijgen voor de erfzonde en niet door goede daden.

### Contradicties over God in beide Testamenten
In de Bijbel bevinden zich passages waarin wordt beweerd dat God overal is, alles ziet en alles weet. Maar in andere verzen blijkt dat God bepaalde dingen niet weet. Bij Job 1:7 vroeg God aan Satan waar hij geweest was. In Genesis 18:20-21 zegt God dat hij beschuldigingen over de bewoners van Sodom en Gomorra had gehoord en het zou onderzoeken. In Genesis 3 was God verbaasd dat Adam en Eva zich verstopten omdat zij naakt waren. Volgens Ezechiël 26:14 zou de stad Tyrus vernietigd worden door de Babyloniërs en volgens God zou de Tyrus nooit meer opgebouwd worden. Tyrus bestaat nog steeds en de stad wordt ook genoemd in Mattheüs 11.
In Numeri 23:19-20, 1 Samuël 15:29 en Jakobus 1:17 wordt beweerd dat God zijn mening niet verandert, maar in verschillende gevallen heeft volgens de Bijbel God wel zijn mening veranderd. In sommige verzen wordt gesproken dat God nooit spijt heeft, terwijl in verschillende Bijbelverzen staat dat God spijt heeft geuit. In bepaalde passages wordt beweerd dat God niet liegt of niet anderen laat liegen, terwijl in andere Bijbelverhalen God liegt. In 1 Koningen 22:21-23 en 2 Kronieken 18:20-22 geeft God opdracht aan een geest of engel om foute en onjuiste boodschappen te geven aan profeten.
In verschillende passages van de Bijbel wordt beweerd dat God werd gezien door mensen in een lichamelijke vorm. Maar in de Bijbel wordt ook beweerd dat God nooit is gezien, of dat niemand Gods gezicht kan zien en dat overleeft. Volgens 1 Timotheüs 6:16 is het niet mogelijk dat een mens God ziet.